# Лешна-Гурна
Лешна-Гурна (пол. Leszna Górna, нім. Ober Lischna) — село в Польщі, у гміні Голешув Цешинського повіту Сілезького воєводства.
Населення — 558 осіб (2011).
У 1975-1998 роках село належало до Бельського воєводства.

## Демографія
Демографічна структура станом на 31 березня 2011 року:
|          | Загалом | Допрацездатний вік | Працездатний вік | Постпрацездатний вік |
| -------- | ------- | ------------------ | ---------------- | -------------------- |
| Чоловіки | 273     | 58                 | 173              | 42                   |
| Жінки    | 285     | 49                 | 160              | 76                   |
| Разом    | 558     | 107                | 333              | 118                  |